# قائمة بلديات ولاية المغير
للبلديات الأخرى، انظر في قائمة بلديات الجزائر.
قائمة بلديات ولاية المغير الجزائرية، الولاية التي أنشئت سنة 2019:
1. جامعة
2. المغير
3. مرارة
4. أم الطيور
5. سيدي عمران
6. سيدي خليل
7. اسطيل
8. تندلة